# Драпия
Драпия (итал. Drapia) — коммуна в Италии, располагается в регионе Калабрия, подчиняется административному центру Вибо-Валентия.
Население составляет 2193 человека, плотность населения составляет 104 чел./км². Занимает площадь 21 км². Почтовый индекс — 89862. Телефонный код — 0963.
Покровителями коммуны почитаются святые бессребреники Косма и Дамиан, врачи безмездные. Праздник ежегодно празднуется 26 сентября.
Драпия граничит с коммунами Рикади, Спилинга, Тропеа, Дзунгри.